# Faton Popova
Faton Popova (Stolberg, 22 december 1984) is een Duits en Albanees voetballer die in zijn laatste jeugdjaren voor de jeugd van Roda JC heeft gespeeld en in de tweede helft van 2004 voor het eerste elftal van Roda JC. Hij speelde tot 2009 voor Alemannia Aachen.